# Ernst Kunwald
Ernst Kunwald (Viena, 14 de abril de 1868 - Viena, 12 de diciembre de 1939) fue un director de orquesta austriaco.

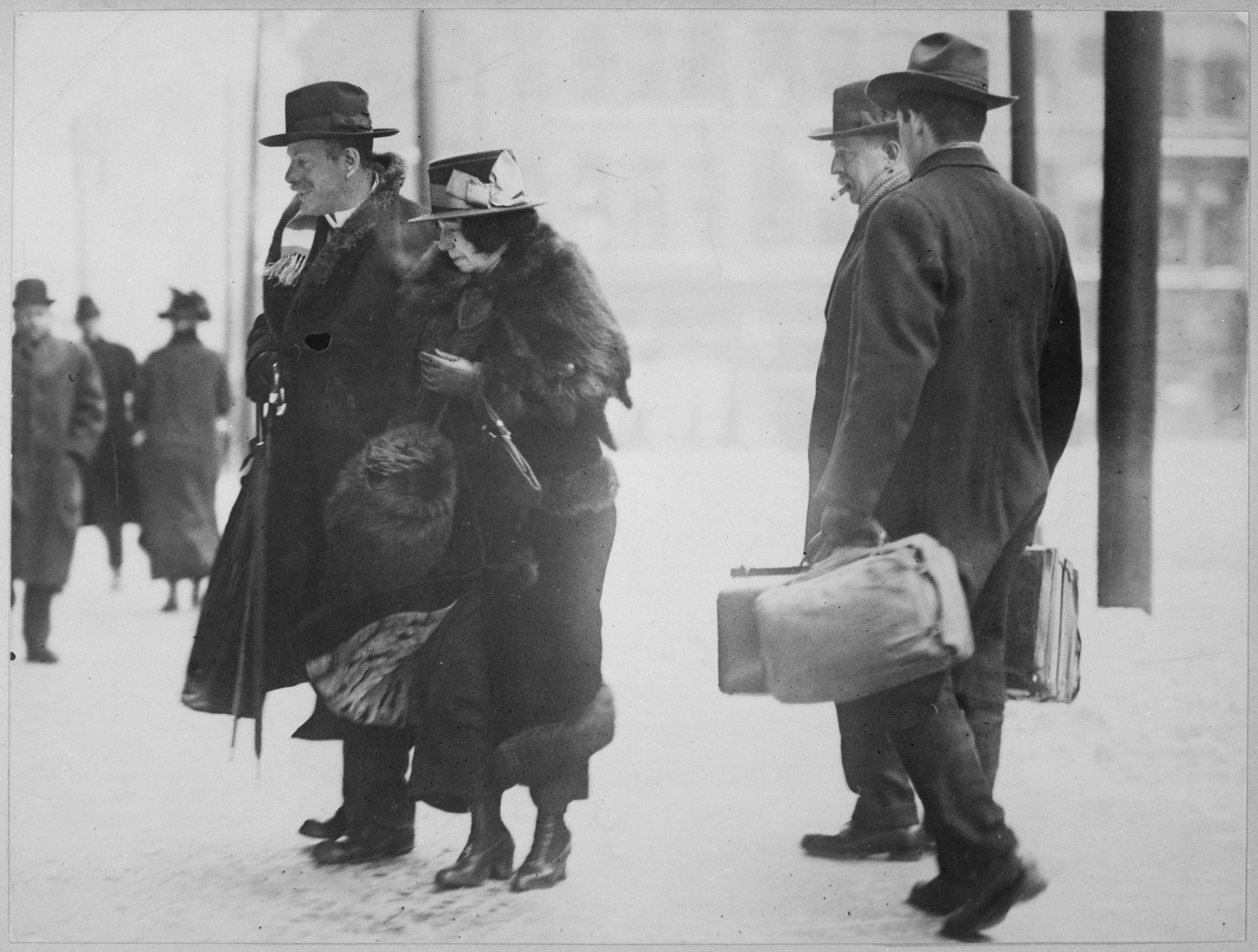
Detención de Kunwald y su esposa, en Cincinnati, en diciembre de 1917

Estudió y se doctoró en Derecho en la Universidad de Viena, al tiempo que estudiaba piano con Teodor Leszetycki y composición con Hermann Graedener. En el Real Conservatorio de Música de Leipzig estudió con el compositor Salomon Jadassohn.  
Comenzó su carrera como director de ópera en los teatros de Rostock (1895–1897), Sondershausen (1897–1898), Essen (1898–1900), Halle (1900–1901), Madrid (1901–1902), Frankfurt (1902–1905), y en la Ópera Kroll de Berlín (1905−1906). Entre 1907 y 1912 fue director asistente en la Orquesta Filarmónica de Berlín. En 1912 sucedió a Leopold Stokowsky como director de la Orquesta Sinfónica de Cincinnati y de su Festival de Mayo. Durante su mandato presentó algunas primeras audiciones en América, como la Sinfonía n.º 3 de Gustav Mahler o la Sinfonía alpina de Richard Strauss. También dirigió a la orquesta en su primera grabación fonográfica, en 1917: la Barcarola de Les contes d'Hoffmann, de Jacques Offenbach.
La entrada de los Estados Unidos en la Primera Guerra Mundial causó el final de la carrera de Kunwald en Cincinnati. En noviembre de 1917, la Sociedad patrótica Daughters of the American Revolution presionó a las autoridades para que le prohibieran dirigir. Días después fue detenido y encarcelado, al tiempo que se le obligaba a renunciar a su puesto. En enero de 1918 se le aplicaron las Leyes de Extranjería y Sedición e ingresó en una prisión militar en el Estado de Georgia, donde coincidió con su colega Karl Muck, acusado también de simpatizar con el bando germano-austriaco. Tras el fin de la guerra, Kunwald fue deportado a Alemania, donde dirigió en Königsberg (1920-1927) y Berlín (1928-1931).